# Prionyx funebris
Prionyx funebris är en biart som först beskrevs av Lucien Berland 1926.  Prionyx funebris ingår i släktet Prionyx och familjen grävsteklar. Inga underarter finns listade i Catalogue of Life.